# Turnstraße 7 (Quedlinburg)
Das Anwesen Turnstraße 7 war ein denkmalgeschützter Gebäudekomplex in Quedlinburg in Sachsen-Anhalt.

## Lage
Es war im Quedlinburger Denkmalverzeichnis als Ackerbürgerhof eingetragen und befand sich südlich der historischen Quedlinburger Altstadt.

## Architektur und Geschichte
Der Hof bestand aus zwei im Winkel zueinander stehenden zweigeschossigen Fachwerkhäusern. Die direkt aneinandergrenzenden Häuser waren Ende des 17. Jahrhunderts entstanden. Die ursprünglich vor den Toren Quedlinburgs gelegenen Häuser wiesen auf der Hofseite als Verzierungen profilierte Füllhölzer und Pyramidenbalkenköpfe auf.
Anfang des 21. Jahrhunderts wurde das sanierungsbedürftige Gebäude abgerissen. An der Stelle entstand eine Erweiterung des Parkplatzes der Kreissparkasse. Der Vorstandsvorsitzende der Kreissparkasse Quedlinburg, Klaus Köhler, bedankte sich bei der Übergabe des Parkplatzes am 2. November 2006, in Anwesenheit des Quedlinburger Bürgermeisters Eberhard Brecht und des Landrats Wolfram Kullik, bei der Stadt Quedlinburg für die geleistete Hilfe bei der Beschaffung des Grundstücks und der Ermöglichung des Abrisses des Hauses, so habe eine übersichtliche Einfahrt gestaltet werden können. Bei der Maßnahme wurde der vorhandene Parkplatz um 171 Stellplätze auf nun 320 Plätze erweitert.
Erst 2024 erfolgte die formale Streichung aus dem Denkmalverzeichnis.